# Miguel Marín
José Miguel Marín Acotto (* 15. Mai 1945 in Río Tercero, Provinz Córdoba; † 30. Dezember 1991 in Querétaro, Querétaro) war ein argentinischer Fußballtorwart und -trainer, der seit 1971 in Mexiko lebte, wo er 1991 an einem Herzinfarkt starb. 

## Biografie

### Vélez Sarsfield
Seine Profikarriere begann beim Club Atlético Vélez Sarsfield, in dessen Reihen er am 5. August 1964 sein erstes Ligaspiel in der argentinischen Primera División bestritt, das im Parque Patricios gegen den CA Huracán ausgetragen wurde. Seine aufsehenerregenden Paraden und seine Sprungfreudigkeit brachten ihm 1966 den Spitznamen „El Gato“ (die Katze) ein. 1968 gewann er mit Vélez die argentinische Meisterschaft (Torneo Nacional). 

### Cruz Azul
1971 wechselte er für die damals horrende Summe von 30 Millionen US-Dollar zum mexikanischen Verein Cruz Azul. Dort war er ein wichtiger Bestandteil der besten und erfolgreichsten Mannschaft in der Vereinsgeschichte. In den beinahe zehn Jahren seiner Zugehörigkeit zu den Blau-Weißen gewann er fünf Meistertitel. Außerdem wurde er zweimal Torhüter des Jahres und einmal Spieler des Jahres in Mexiko. In 309 Spielen für Cruz Azul erhielt er nur 298 Gegentore, was mit einer Quote von 0,96 dem besten Schnitt in der Geschichte des mexikanischen Fußballs entspricht. 
Ein renommierter mexikanischer Sportreporter war von seinen Aktionen derart begeistert, dass er ihm den Spitznamen „Superman“  gab, unter dem er fortan in Mexiko bekannt war. 
Allerdings war auch ein erfolgreicher und gefeierter Torsteher wie Miguel Marín nicht fehlerfrei. Sein größter Lapsus unterlief ihm in einem Stadtderby gegen Atlante am 23. Mai 1976, als er einen Ball zu einem seiner Mitspieler abwerfen wollte, ihn aber versehentlich ins eigene Tor schleuderte.
Sowohl sein erstes als auch sein letztes Pflichtspiel für Cruz Azul fand gegen Chivas Guadalajara statt; sein erstes Spiel am 26. Dezember 1971 wurde auswärts im Estadio Jalisco mit 2 : 0 gewonnen, sein letztes Spiel fand am 6. Juni 1981 vor eigenem Publikum statt und endete torlos.

### Nationalmannschaft
Miguel Marín gehörte der Fußballmannschaft an, die als Olympiaauswahl 1964 in Tokio teilnahm und bereits in der Vorrunde ausschied. 1965 wurde er Kapitän der argentinischen Jugendnationalmannschaft. Für die A-Nationalmannschaft bestritt er fünf Spiele. Sein Debüt gab er am 15. August 1967 in Santiago de Chile, wo Argentinien sich 1 : 1 vom Gastgeber Chile trennte. Er stand auch am 22. August 1967 im Tor, als Mexiko durch zwei Tore von Javier Fragoso mit 2 : 1 gegen Argentinien gewann.

### Trainer
Schon bald nach dem Ende seiner aktiven Laufbahn wurde „Superman“ Marín 1982 Cheftrainer seines langjährigen Vereins Cruz Azul. Er verlor diesen Posten, weil er vom Mexikanischen Fußballverband für die Dauer eines Jahres gesperrt wurde, nachdem er eine heftige Auseinandersetzung mit einem Schiedsrichter hatte. Später war er Trainer der Coyotes de Neza, Co-Trainer bei Deportivo Toluca, Torwarttrainer der mexikanischen Nationalmannschaft bei der WM 1986 und zuletzt Trainer der Universidad de Querétaro. 

### Krankheit und Tod
Bereits 1980 gab es die ersten Anzeichen einer Herzkrankheit, wegen der er sich in Houston, Texas, einer Operation unterziehen musste. Wenige Monate später verabschiedete Marín sich aus gesundheitlichen Gründen vom aktiven Fußball. Die Krankheit blieb sein ständiger Begleiter und am 30. Dezember 1991 starb Marín im Alter von nur 46 Jahren an einem schweren Herzinfarkt. 

## Erfolge
- Argentinischer Meister: Nacional 1968
- Mexikanischer Meister: 1972, 1973, 1974, 1979, 1980
- Torhüter des Jahres in Mexiko: 1979, 1980
- Fußballer des Jahres in Mexiko: 1980